# مزراب

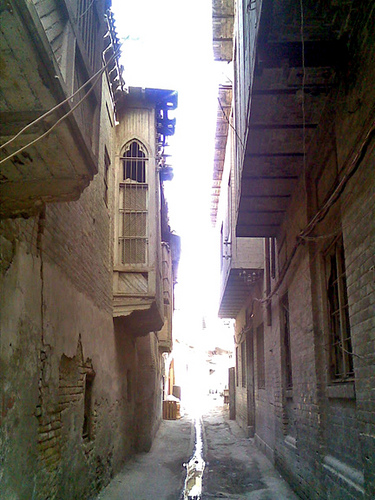
مزراب بأحد أزقة بغداد.

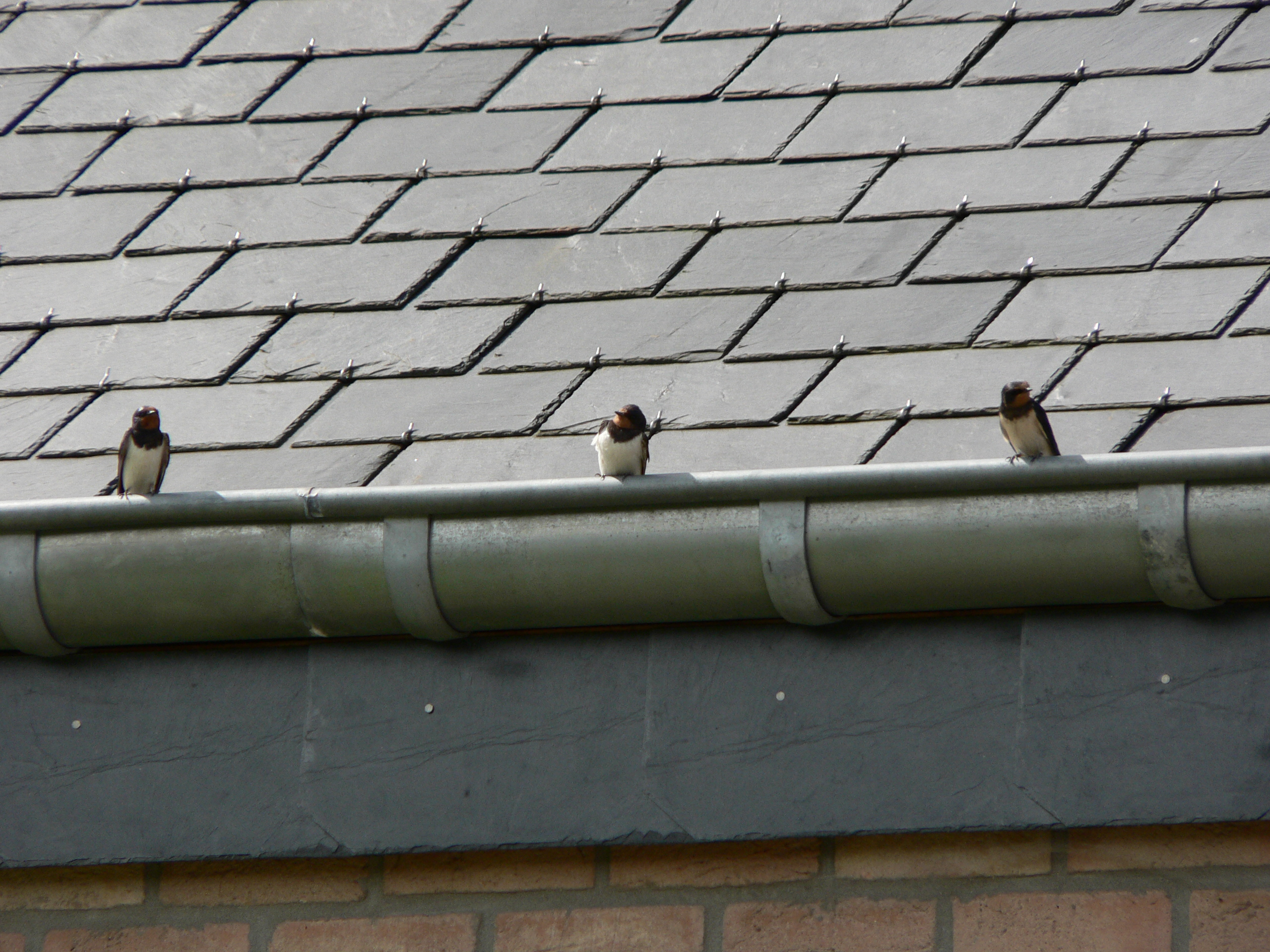
مزراب.

المزراب (الجمع: مَزَارِيْب) هو قناة صرف لمياه الأمطار والثلوج. وهذا النظام يحد من جريان المياه على الأسطح الخارجية للمبنى، الذي من شأنه أن يؤدي إلى تردّي تلك السطوح، فضلا عن الأضرار الجمالية الكبيرة بمختلف أنواعها.
من دون بناء نظام مناسب لجمعها، تسيل المياه على طول الجدران وتسحب معها تراب وأوساخ وفتات، وعوامل فيزيائية وكيميائية التي هي من أسباب التشوية (بُقع، شروخ) وأضرار على المدى الطويل وتدهور للتشطيبات الخارجية، بل وأحيانا تتغلغل المياه إلى المناطق الداخلية من خلال النوافذ.

## المواد
وفقا للأنظمة يوني 10724 (أنظر أدناه) المواد التي تستخدم عموما للمزاريب وللبلوفيالي هي:
1. فولاذ مغلف.[3]
2. الفولاذ المقاوم للصدأ.
3. سبائك ألومنيوم.
4. مواد بلاستيكية صلبة (PVC).[4][5]
5. النحاس.
6. الزنك.

تستخدم المعادن مثل النحاس والفولاذ المقاوم للصدأ أو الزنك والتيتانيوم، هذا الأخير انتشر في الآونة الأخيرة.

## معرض صور

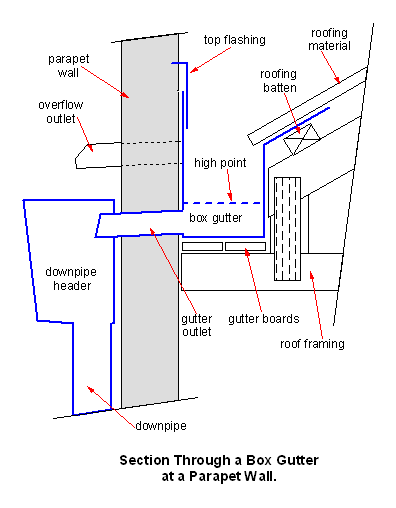
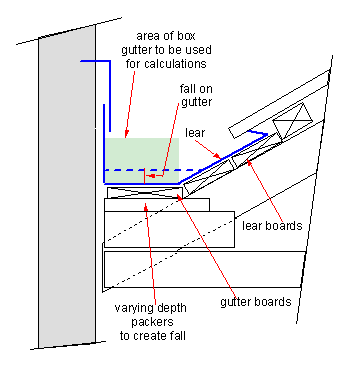